# 飯島泰
飯島泰（いいじま やすし、1966年4月30日 - ）は日本の検察官。44期。千葉地方検察庁検事正。

## 人物
一橋大学卒業後、1992年に検察官任官。。
- 1992年 - 4月、東京地方検察庁検事として入庁。
- 2019年 - 4月22日、盛岡地方検察庁検事正[2]
- 2020年 - 9月23日、和歌山地方検察庁検事正。[3][4]
- 2022年 - 4月11日、最高検検事を兼ねる。4月15日、初の女性検事正宮地佐都季（みやじさつき）と和歌山地検検事正を交代[5]。
- 2022年 - 7月7日、仙台地方検察庁検事正。
- 2024年 - 1月22日、最高検察庁監察指導部長。
- 2024年 - 12月10日、千葉地方検察庁検事正。